# Lentille (géométrie)
Cet article concerne la forme géométrique. Pour les autres significations, voir Lentille.

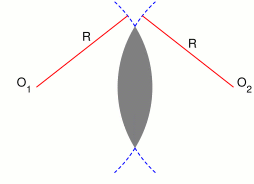
Une lentille contenue entre deux arcs circulaires de rayon R, et centrés en O_{1} et O_{2}

En géométrie euclidienne, une lentille est un ensemble convexe borné par deux arcs de cercle qui se rejoignent à leurs extrémités. Afin que cette forme soit convexe, les deux arcs doivent avoir des courbures inverses (convexe-convexe). Elle peut être vue comme l'intersection de deux disques, ou l'union de deux segments circulaires (régions entre la corde d'un cercle et le cercle lui-même), joints par une corde commune.

## Types

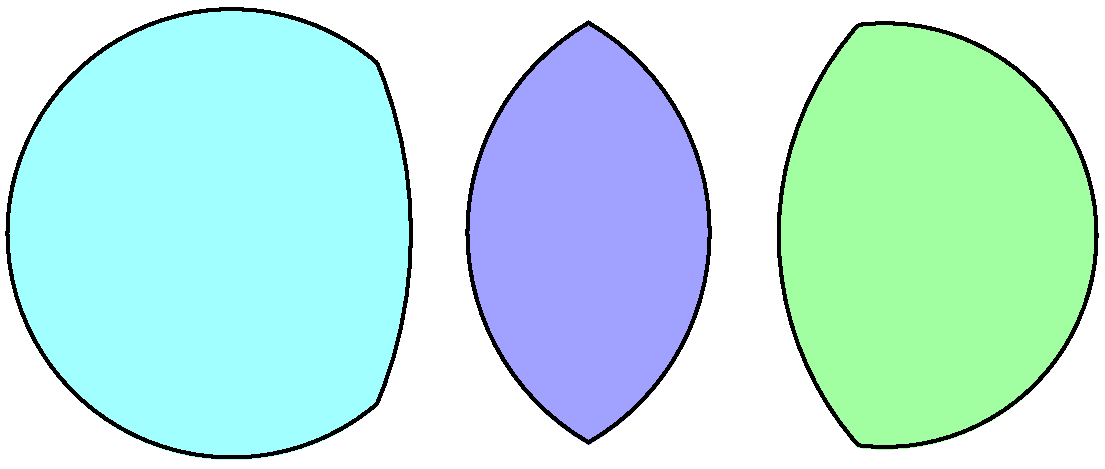
Exemple de deux lentilles asymétriques (à gauche et à droite) et une lentille symétrique (au milieu)

La Vesica piscis est l'intersection de deux disques de même rayon R et dont la distance entre les cercles vaut aussi R.

Si les deux arcs ont même rayon, on parle de lentille symétrique, sinon, de lentille asymétrique.
La vesica piscis est une forme particulière de lentille symétrique, formée par deux arcs de cercle dont le centre de l'un est sur l'arc opposé. Ils forment donc un angle de 120° à leurs extrémités.

## Aire
Cas symétrique
L'aire d'une lentille symétrique s'exprime en fonction du rayon R et des longueurs d'arc θ en radians :
{\displaystyle A=R^{2}\left(\theta -\sin \theta \right).}
Cette aire est en effet le double de celle d'un segment circulaire d'angle {\displaystyle \theta }.
La distance entre les centres des disques est {\displaystyle d=2R\cos {\frac {\theta }{2}}}, ce qui donne 
{\displaystyle A=2R^{2}\arccos {\frac {d}{2R}}-{\frac {d}{2}}{\sqrt {4R^{2}-d^{2}}}.}
Pour la vesica piscis, {\displaystyle d=R}, donc {\displaystyle \theta ={\frac {2\pi }{3}}}, et {\displaystyle A={\bigg (}2{\frac {\pi }{3}}-{\frac {\sqrt {3}}{2}}{\bigg )}R^{2}\approx 1{,}22837.R^{2}}, voir la suite A093731 de l'OEIS.
Cas asymétrique
L'aire d'une lentille asymétrique s'exprime en fonction des rayons R et r et de la distance entre les centres d:
{\displaystyle A=R^{2}\arccos \left({\frac {d^{2}+R^{2}-r^{2}}{2dR}}\right)+r^{2}\arccos \left({\frac {d^{2}+r^{2}-R^{2}}{2dr}}\right)-2\Delta }
avec
{\displaystyle \Delta ={\frac {1}{4}}{\sqrt {(d+R+r)(-d+R+r)(d-R+r)(d+R-r)}}}

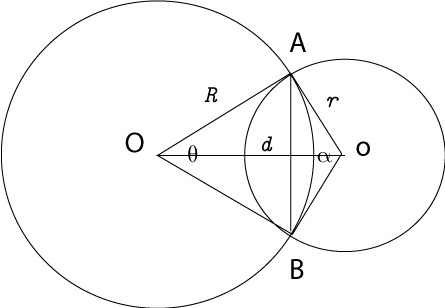

où on reconnait la formule de Héron pour l'aire d'un triangle appliquée à un triangle de côtés d, R et r.

## Applications
Le problème de Mrs. Miniver (en), pose la question de la forme d'une lentille symétrique de sorte que son aire soit égale à celle de la différence symétrique des deux disques.
D'après la formule ci-dessus, la longueur d'arc de cette lentille vérifie {\displaystyle \theta -\sin \theta =2\pi /3}, soit {\displaystyle \theta \approx 2,6053\,rd\approx 150}°, voir la suite A336082 de l'OEIS.
Le rapport {\displaystyle d/R=2\cos {\frac {\theta }{2}}\approx 0,53}, voir la suite A255899 de l'OEIS.
Les lentilles sont utilisées pour définir les bêta squelettes (en), des graphes géométriques définis sur un ensemble de points en connectant des paires de points par un segment partout où une lentille déterminée par deux points est vide.

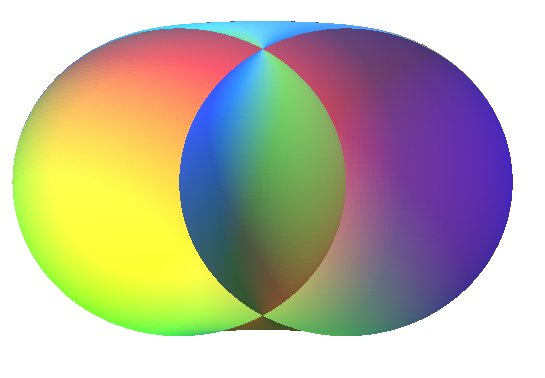
Un citron géométrique.

## Voir aussi

Cyclide de Dupin croisée.